# Wang Mingdao
Wang Mingdao (Traditionella kinesiska tecken: 王明道; Förenklade kinesiska tecken: 王明道; Hanyu Pinyin: Wàng Míngdào; Wade-Giles: Wang4 Ming2-Tao4) (1900–1991), var en av de främsta kristna ledarna i Kina som vägrade kompromissa med kommunismen. Han sattes i fängelse 1957 för sin vägran och släpptes först 1980.